# Черкаська міська гімназія № 31
Черка́ська міська́ гімна́зія № 31 — одна з гімназій в місті Черкаси.

## Історія
1986 році була заснована у статусі загальноосвітньої середньої школи. У 1997 році навчальний заклад ліцензували як загальноосвітню школу І–ІІІ ступенів №31 з гімназійними класами, а у 2001 році школа офіційно отримала назву "Черкаська гімназія № 31".
У 2011 році увійшла до 14880 кращих шкіл України за результатами ЗНО.

## Викладачі
Педагогічний колектив гімназії працює над методичною проблемою «Впровадження сучасних технологій навчання у навчально-виховний процес — шлях до формування творчої особистості учня».
Успіхи гімназії залежать від уміння кваліфікованих вчителів організувати навчально-виховний процес. 75 % вчителів гімназії мають вищу категорію та 16 % — І категорію. Педагогічне звання «Вчитель-методист» мають 24 вчитель, «Старший вчитель» — 28. Десятеро вчителів нагороджені Почесним знаком «Відмінник освіти України».
Директор гімназії Пивоваров В. М. має почесне звання «Заслужений вчитель України». Найкращі вчителі гімназії, які щорічно готують переможців Всеукраїнських предметних олімпіад різних рівнів: Коваленко О. І., Портенко Л. І., Лавренюк Л. І., Панченко Г. М., Федоренко О. Б., Юрченко Л. П., Орещук С. К., Луц Н. М., Присяжнюк В. П., Ряпасова Л. Д., Проценко Т. В., Науменко О. В., Близнюк Н. О., Гребеннікова Т. Д. та інші.
Гімназія міцно співпрацює з Ґете-Інститутом, постійно беручи участь у конкурсах, проєктах та воркшопах, приймаючи екзамени рівнів А1-B2.

## Досягнення
У 2005 році гімназія посіла І місце в обласному конкурсі «Школа року — 2005», у 2006 році — Лауреат Всеукраїнського конкурсу «100 найкращих шкіл України 2006» в номінації «Школа сучасних освітніх технологій», а у 2008 році — Лауреат громадської акції «Флагман сучасної освіти України».

## Структура
Поглиблено вивчаються англійська мова, історія, правознавство, економіка та математика. Друга іноземна мова: німецька, іспанська та французька.
Гімназія бере участь у німецько—українському проєкті «Школи: партнери майбутнього» під керівництвом культурного центру Ґете — Інститут та проводить експериментально-дослідницьку роботу за темою «Особистісно орієнтована модель формування гуманістичних цінностей учнів» під керівництвом науковців Лабораторії морального та етичного виховання Інституту проблем Виховання АПН України.

## Вихованці

Пам'ятна дошка Сергію Амбросу

Учні гімназії перемагають на Всеукраїнських предметних олімпіадах та конкурсах-захистах наукових робіт Малої академії наук. За 6 останніх років[коли?] гімназія випустила 100 медалістів. Призерами міських предметних олімпіад стали 362 учнів, обласних — 113, IV етапу — 17333 учнів.
Шостий рік у гімназії працює наукове товариство «Пошук», до складу якого входять учні старших класів, що займаються науково-дослідницькою діяльністю та вчителі, під керівництвом яких виконуються наукові роботи. За цей час призерами міського етапу конкурсу-захисту науково-дослідницьких робіт стали 49 учнів, обласного — 29, а ІІІ етапу конкурсу — 2 учнів. З 2004 року 15 учнів гімназії отримали різні стипендії (Кабінету Міністрів України «За високі досягнення у навчанні», Президента України та стипендії міського голови для обдарованих дітей та учнівської молоді у різних номінаціях).
7 випускників різних років мають титул «Почесний учень гімназії», який вони отримали за особливі досягнення у навчанні (призери IV етапу Всеукраїнських предметних олімпіад та конкурсу — захисту наукових робіт МАН).
Щорічно учні гімназії є призерами різних конкурсів: знавців української мови імені Петра Яцика, «Об'єднаймося ж, брати мої!», «Вірю в майбутнє твоє, Україно!», математичному конкурсі «Кенгуру», «Золота підкова Черкащини» та інших.

## Виховна робота
У гімназії працюють:
- Вокальна студія «Карамель» — керівник Сємілєткіна С. М. Учасники студії — переможці міського огляду — конкурсу «Грайлива веселка», беруть активну участь у проведенні загальних міських заходів.
- Студія фітнесу і аеробіки «Грація» — керівник Оробець А. Л.. Вихованки творчої майстерні — переможці Всеукраїнських змагань з данс-шоу та сучасних танців, учасники Чемпіонатів світу та Європи із сучасних танців.
- Вокальний ансамбль «Сяйво» — керівник Казмирук В. В..
- Хореографічний ансамбль «Обрій» — керівник Юрченко Л. П. — призери міського огляду-конкурсу «Грайлива веселка».
- Театральний гурток — керівник Федоренко В. О. Гуртківці — призери міського конкурсу «Грайлива веселка» в номінації «Театральне мистецтво».

В гімназії створена система фізичного виховання. При закладі працює обласна спортивна школа з футболу, секції волейболу та карате-до. Вихованці гімназії є учасниками та призерами спортивних змагань різних рівнів.
Постійно змінними є виставки художніх майстерень (гуртки образотворчого мистецтва «Малювання та дизайн», «Маленькі фантазери») та народних вишиванок.
Важливе значення в житті гімназії має проєкт «Засоби масової інформації», який будується на інформаційних технологіях. Розділи проєкту: випуск гімназійних газет «Пегас», «Калейдоскоп» (англійською мовою), «Телевізійна служба новин гімназії», «Інтернет — сайт», «Альманах наукового товариства «Пошук».